# 1425
Portal Geschichte | Portal Biografien | Aktuelle Ereignisse | Jahreskalender | Tagesartikel

◄ |
14. Jahrhundert |
15. Jahrhundert
| 16. Jahrhundert | ►

◄ |
1390er |
1400er |
1410er |
1420er
| 1430er | 1440er | 1450er | ►

◄◄ |
◄ |
1421 |
1422 |
1423 |
1424 |
1425
| 1426 | 1427 | 1428 | 1429 | ► | ►►
Staatsoberhäupter  · Nekrolog   · Musikjahr
| Januar | Januar | Januar | Januar | Januar | Januar | Januar | Januar |
| Kw     | Mo     | Di     | Mi     | Do     | Fr     | Sa     | So     |
| ------ | ------ | ------ | ------ | ------ | ------ | ------ | ------ |
| 1      | 1      | 2      | 3      | 4      | 5      | 6      | 7      |
| 2      | 8      | 9      | 10     | 11     | 12     | 13     | 14     |
| 3      | 15     | 16     | 17     | 18     | 19     | 20     | 21     |
| 4      | 22     | 23     | 24     | 25     | 26     | 27     | 28     |
| 5      | 29     | 30     | 31     |        |        |        |        |

| Februar | Februar | Februar | Februar | Februar | Februar | Februar | Februar |
| Kw      | Mo      | Di      | Mi      | Do      | Fr      | Sa      | So      |
| ------- | ------- | ------- | ------- | ------- | ------- | ------- | ------- |
| 5       |         |         |         | 1       | 2       | 3       | 4       |
| 6       | 5       | 6       | 7       | 8       | 9       | 10      | 11      |
| 7       | 12      | 13      | 14      | 15      | 16      | 17      | 18      |
| 8       | 19      | 20      | 21      | 22      | 23      | 24      | 25      |
| 9       | 26      | 27      | 28      |         |         |         |         |

| März | März | März | März | März | März | März | März |
| Kw   | Mo   | Di   | Mi   | Do   | Fr   | Sa   | So   |
| ---- | ---- | ---- | ---- | ---- | ---- | ---- | ---- |
| 9    |      |      |      | 1    | 2    | 3    | 4    |
| 10   | 5    | 6    | 7    | 8    | 9    | 10   | 11   |
| 11   | 12   | 13   | 14   | 15   | 16   | 17   | 18   |
| 12   | 19   | 20   | 21   | 22   | 23   | 24   | 25   |
| 13   | 26   | 27   | 28   | 29   | 30   | 31   |      |

| April | April | April | April | April | April | April | April |
| Kw    | Mo    | Di    | Mi    | Do    | Fr    | Sa    | So    |
| ----- | ----- | ----- | ----- | ----- | ----- | ----- | ----- |
| 13    |       |       |       |       |       |       | 1     |
| 14    | 2     | 3     | 4     | 5     | 6     | 7     | 8     |
| 15    | 9     | 10    | 11    | 12    | 13    | 14    | 15    |
| 16    | 16    | 17    | 18    | 19    | 20    | 21    | 22    |
| 17    | 23    | 24    | 25    | 26    | 27    | 28    | 29    |
| 18    | 30    |       |       |       |       |       |       |

| Mai | Mai | Mai | Mai | Mai | Mai | Mai | Mai |
| Kw  | Mo  | Di  | Mi  | Do  | Fr  | Sa  | So  |
| --- | --- | --- | --- | --- | --- | --- | --- |
| 18  |     | 1   | 2   | 3   | 4   | 5   | 6   |
| 19  | 7   | 8   | 9   | 10  | 11  | 12  | 13  |
| 20  | 14  | 15  | 16  | 17  | 18  | 19  | 20  |
| 21  | 21  | 22  | 23  | 24  | 25  | 26  | 27  |
| 22  | 28  | 29  | 30  | 31  |     |     |     |

| Juni | Juni | Juni | Juni | Juni | Juni | Juni | Juni |
| Kw   | Mo   | Di   | Mi   | Do   | Fr   | Sa   | So   |
| ---- | ---- | ---- | ---- | ---- | ---- | ---- | ---- |
| 22   |      |      |      |      | 1    | 2    | 3    |
| 23   | 4    | 5    | 6    | 7    | 8    | 9    | 10   |
| 24   | 11   | 12   | 13   | 14   | 15   | 16   | 17   |
| 25   | 18   | 19   | 20   | 21   | 22   | 23   | 24   |
| 26   | 25   | 26   | 27   | 28   | 29   | 30   |      |

| Juli | Juli | Juli | Juli | Juli | Juli | Juli | Juli |
| Kw   | Mo   | Di   | Mi   | Do   | Fr   | Sa   | So   |
| ---- | ---- | ---- | ---- | ---- | ---- | ---- | ---- |
| 26   |      |      |      |      |      |      | 1    |
| 27   | 2    | 3    | 4    | 5    | 6    | 7    | 8    |
| 28   | 9    | 10   | 11   | 12   | 13   | 14   | 15   |
| 29   | 16   | 17   | 18   | 19   | 20   | 21   | 22   |
| 30   | 23   | 24   | 25   | 26   | 27   | 28   | 29   |
| 31   | 30   | 31   |      |      |      |      |      |

| August | August | August | August | August | August | August | August |
| Kw     | Mo     | Di     | Mi     | Do     | Fr     | Sa     | So     |
| ------ | ------ | ------ | ------ | ------ | ------ | ------ | ------ |
| 31     |        |        | 1      | 2      | 3      | 4      | 5      |
| 32     | 6      | 7      | 8      | 9      | 10     | 11     | 12     |
| 33     | 13     | 14     | 15     | 16     | 17     | 18     | 19     |
| 34     | 20     | 21     | 22     | 23     | 24     | 25     | 26     |
| 35     | 27     | 28     | 29     | 30     | 31     |        |        |

| September | September | September | September | September | September | September | September |
| Kw        | Mo        | Di        | Mi        | Do        | Fr        | Sa        | So        |
| --------- | --------- | --------- | --------- | --------- | --------- | --------- | --------- |
| 35        |           |           |           |           |           | 1         | 2         |
| 36        | 3         | 4         | 5         | 6         | 7         | 8         | 9         |
| 37        | 10        | 11        | 12        | 13        | 14        | 15        | 16        |
| 38        | 17        | 18        | 19        | 20        | 21        | 22        | 23        |
| 39        | 24        | 25        | 26        | 27        | 28        | 29        | 30        |

| Oktober | Oktober | Oktober | Oktober | Oktober | Oktober | Oktober | Oktober |
| Kw      | Mo      | Di      | Mi      | Do      | Fr      | Sa      | So      |
| ------- | ------- | ------- | ------- | ------- | ------- | ------- | ------- |
| 40      | 1       | 2       | 3       | 4       | 5       | 6       | 7       |
| 41      | 8       | 9       | 10      | 11      | 12      | 13      | 14      |
| 42      | 15      | 16      | 17      | 18      | 19      | 20      | 21      |
| 43      | 22      | 23      | 24      | 25      | 26      | 27      | 28      |
| 44      | 29      | 30      | 31      |         |         |         |         |

| November | November | November | November | November | November | November | November |
| Kw       | Mo       | Di       | Mi       | Do       | Fr       | Sa       | So       |
| -------- | -------- | -------- | -------- | -------- | -------- | -------- | -------- |
| 44       |          |          |          | 1        | 2        | 3        | 4        |
| 45       | 5        | 6        | 7        | 8        | 9        | 10       | 11       |
| 46       | 12       | 13       | 14       | 15       | 16       | 17       | 18       |
| 47       | 19       | 20       | 21       | 22       | 23       | 24       | 25       |
| 48       | 26       | 27       | 28       | 29       | 30       |          |          |

| Dezember | Dezember | Dezember | Dezember | Dezember | Dezember | Dezember | Dezember |
| Kw       | Mo       | Di       | Mi       | Do       | Fr       | Sa       | So       |
| -------- | -------- | -------- | -------- | -------- | -------- | -------- | -------- |
| 48       |          |          |          |          |          | 1        | 2        |
| 49       | 3        | 4        | 5        | 6        | 7        | 8        | 9        |
| 50       | 10       | 11       | 12       | 13       | 14       | 15       | 16       |
| 51       | 17       | 18       | 19       | 20       | 21       | 22       | 23       |
| 52       | 24       | 25       | 26       | 27       | 28       | 29       | 30       |
| 1        | 31       |          |          |          |          |          |          |

| Januar | Januar | Januar | Januar | Januar | Januar | Januar | Januar |
| Kw     | Mo     | Di     | Mi     | Do     | Fr     | Sa     | So     |
| ------ | ------ | ------ | ------ | ------ | ------ | ------ | ------ |
| 1      | 1      | 2      | 3      | 4      | 5      | 6      | 7      |
| 2      | 8      | 9      | 10     | 11     | 12     | 13     | 14     |
| 3      | 15     | 16     | 17     | 18     | 19     | 20     | 21     |
| 4      | 22     | 23     | 24     | 25     | 26     | 27     | 28     |
| 5      | 29     | 30     | 31     |        |        |        |        |

| Februar | Februar | Februar | Februar | Februar | Februar | Februar | Februar |
| Kw      | Mo      | Di      | Mi      | Do      | Fr      | Sa      | So      |
| ------- | ------- | ------- | ------- | ------- | ------- | ------- | ------- |
| 5       |         |         |         | 1       | 2       | 3       | 4       |
| 6       | 5       | 6       | 7       | 8       | 9       | 10      | 11      |
| 7       | 12      | 13      | 14      | 15      | 16      | 17      | 18      |
| 8       | 19      | 20      | 21      | 22      | 23      | 24      | 25      |
| 9       | 26      | 27      | 28      |         |         |         |         |

| März | März | März | März | März | März | März | März |
| Kw   | Mo   | Di   | Mi   | Do   | Fr   | Sa   | So   |
| ---- | ---- | ---- | ---- | ---- | ---- | ---- | ---- |
| 9    |      |      |      | 1    | 2    | 3    | 4    |
| 10   | 5    | 6    | 7    | 8    | 9    | 10   | 11   |
| 11   | 12   | 13   | 14   | 15   | 16   | 17   | 18   |
| 12   | 19   | 20   | 21   | 22   | 23   | 24   | 25   |
| 13   | 26   | 27   | 28   | 29   | 30   | 31   |      |

| April | April | April | April | April | April | April | April |
| Kw    | Mo    | Di    | Mi    | Do    | Fr    | Sa    | So    |
| ----- | ----- | ----- | ----- | ----- | ----- | ----- | ----- |
| 13    |       |       |       |       |       |       | 1     |
| 14    | 2     | 3     | 4     | 5     | 6     | 7     | 8     |
| 15    | 9     | 10    | 11    | 12    | 13    | 14    | 15    |
| 16    | 16    | 17    | 18    | 19    | 20    | 21    | 22    |
| 17    | 23    | 24    | 25    | 26    | 27    | 28    | 29    |
| 18    | 30    |       |       |       |       |       |       |

| Mai | Mai | Mai | Mai | Mai | Mai | Mai | Mai |
| Kw  | Mo  | Di  | Mi  | Do  | Fr  | Sa  | So  |
| --- | --- | --- | --- | --- | --- | --- | --- |
| 18  |     | 1   | 2   | 3   | 4   | 5   | 6   |
| 19  | 7   | 8   | 9   | 10  | 11  | 12  | 13  |
| 20  | 14  | 15  | 16  | 17  | 18  | 19  | 20  |
| 21  | 21  | 22  | 23  | 24  | 25  | 26  | 27  |
| 22  | 28  | 29  | 30  | 31  |     |     |     |

| Juni | Juni | Juni | Juni | Juni | Juni | Juni | Juni |
| Kw   | Mo   | Di   | Mi   | Do   | Fr   | Sa   | So   |
| ---- | ---- | ---- | ---- | ---- | ---- | ---- | ---- |
| 22   |      |      |      |      | 1    | 2    | 3    |
| 23   | 4    | 5    | 6    | 7    | 8    | 9    | 10   |
| 24   | 11   | 12   | 13   | 14   | 15   | 16   | 17   |
| 25   | 18   | 19   | 20   | 21   | 22   | 23   | 24   |
| 26   | 25   | 26   | 27   | 28   | 29   | 30   |      |

| Juli | Juli | Juli | Juli | Juli | Juli | Juli | Juli |
| Kw   | Mo   | Di   | Mi   | Do   | Fr   | Sa   | So   |
| ---- | ---- | ---- | ---- | ---- | ---- | ---- | ---- |
| 26   |      |      |      |      |      |      | 1    |
| 27   | 2    | 3    | 4    | 5    | 6    | 7    | 8    |
| 28   | 9    | 10   | 11   | 12   | 13   | 14   | 15   |
| 29   | 16   | 17   | 18   | 19   | 20   | 21   | 22   |
| 30   | 23   | 24   | 25   | 26   | 27   | 28   | 29   |
| 31   | 30   | 31   |      |      |      |      |      |

| August | August | August | August | August | August | August | August |
| Kw     | Mo     | Di     | Mi     | Do     | Fr     | Sa     | So     |
| ------ | ------ | ------ | ------ | ------ | ------ | ------ | ------ |
| 31     |        |        | 1      | 2      | 3      | 4      | 5      |
| 32     | 6      | 7      | 8      | 9      | 10     | 11     | 12     |
| 33     | 13     | 14     | 15     | 16     | 17     | 18     | 19     |
| 34     | 20     | 21     | 22     | 23     | 24     | 25     | 26     |
| 35     | 27     | 28     | 29     | 30     | 31     |        |        |

| September | September | September | September | September | September | September | September |
| Kw        | Mo        | Di        | Mi        | Do        | Fr        | Sa        | So        |
| --------- | --------- | --------- | --------- | --------- | --------- | --------- | --------- |
| 35        |           |           |           |           |           | 1         | 2         |
| 36        | 3         | 4         | 5         | 6         | 7         | 8         | 9         |
| 37        | 10        | 11        | 12        | 13        | 14        | 15        | 16        |
| 38        | 17        | 18        | 19        | 20        | 21        | 22        | 23        |
| 39        | 24        | 25        | 26        | 27        | 28        | 29        | 30        |

| Oktober | Oktober | Oktober | Oktober | Oktober | Oktober | Oktober | Oktober |
| Kw      | Mo      | Di      | Mi      | Do      | Fr      | Sa      | So      |
| ------- | ------- | ------- | ------- | ------- | ------- | ------- | ------- |
| 40      | 1       | 2       | 3       | 4       | 5       | 6       | 7       |
| 41      | 8       | 9       | 10      | 11      | 12      | 13      | 14      |
| 42      | 15      | 16      | 17      | 18      | 19      | 20      | 21      |
| 43      | 22      | 23      | 24      | 25      | 26      | 27      | 28      |
| 44      | 29      | 30      | 31      |         |         |         |         |

| November | November | November | November | November | November | November | November |
| Kw       | Mo       | Di       | Mi       | Do       | Fr       | Sa       | So       |
| -------- | -------- | -------- | -------- | -------- | -------- | -------- | -------- |
| 44       |          |          |          | 1        | 2        | 3        | 4        |
| 45       | 5        | 6        | 7        | 8        | 9        | 10       | 11       |
| 46       | 12       | 13       | 14       | 15       | 16       | 17       | 18       |
| 47       | 19       | 20       | 21       | 22       | 23       | 24       | 25       |
| 48       | 26       | 27       | 28       | 29       | 30       |          |          |

| Dezember | Dezember | Dezember | Dezember | Dezember | Dezember | Dezember | Dezember |
| Kw       | Mo       | Di       | Mi       | Do       | Fr       | Sa       | So       |
| -------- | -------- | -------- | -------- | -------- | -------- | -------- | -------- |
| 48       |          |          |          |          |          | 1        | 2        |
| 49       | 3        | 4        | 5        | 6        | 7        | 8        | 9        |
| 50       | 10       | 11       | 12       | 13       | 14       | 15       | 16       |
| 51       | 17       | 18       | 19       | 20       | 21       | 22       | 23       |
| 52       | 24       | 25       | 26       | 27       | 28       | 29       | 30       |
| 1        | 31       |          |          |          |          |          |          |

## Ereignisse

### Politik und Weltgeschehen

#### Byzantinisches Reich
- 21. Juli: Nach dem Tod von Manuel II. wird sein Sohn Johannes VIII. Palaiologos Kaiser des Byzantinischen Reiches.

#### Europa
- 15. April: Auf dem Sejm in Brześć Kujawski wird das Privileg von Jedlnia und Krakau verfasst. Darin werden dem polnischen Adel politische Vorrechte eingeräumt.
- 18. Oktober: Friedensverhandlungen zwischen den Taboriten und Waisen in Woschitz
- 3. Dezember: Tschechische Hussiten zerstören im Landkreis Frankenstein (Schlesien) den Ort Wartha und brandschatzen anschließend das Kloster Kamenz (Schlesien).
- Die Hussiten erobern Schrattenthal, Retz und Pulkau.

#### Kaiserreich China

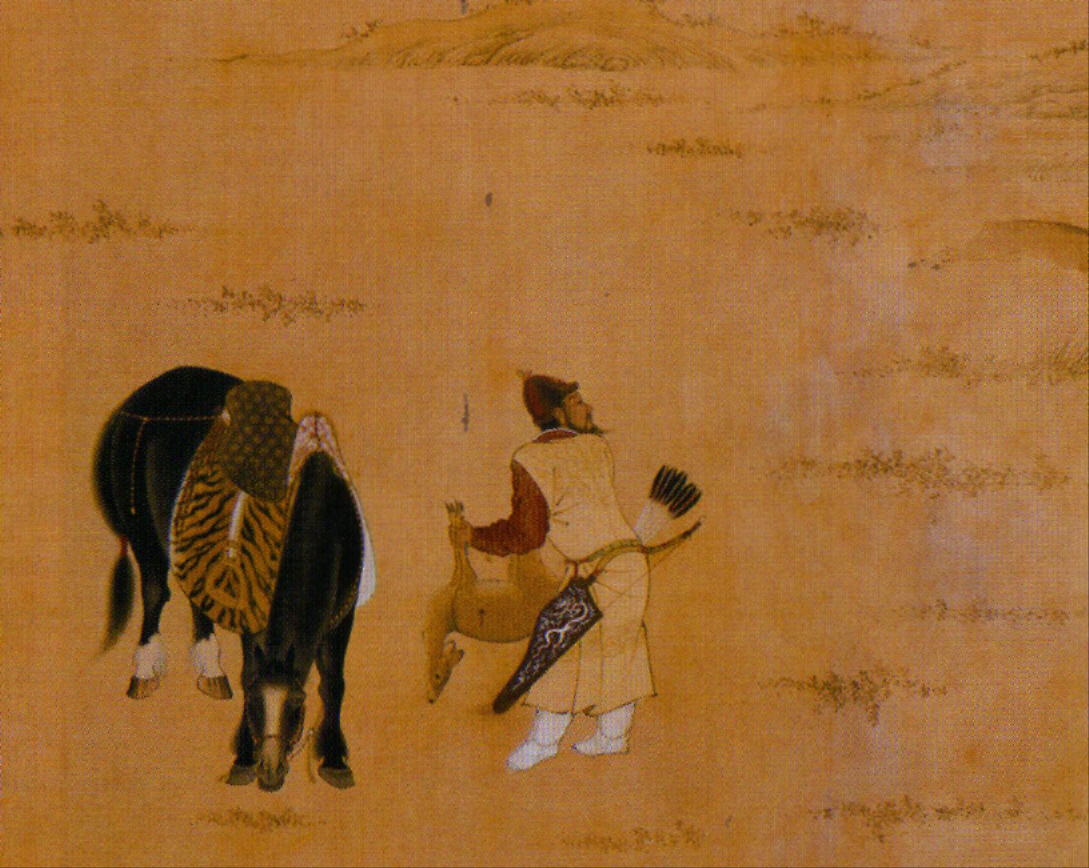
Kaiser Xuande auf der Jagd

Xuande wird nach dem überraschenden Tod seines Vaters Hongxi fünfter Kaiser von China aus der Ming-Dynastie. Als erstes bricht er mit dem Plan seines Vaters, die Hauptstadt wieder nach Nanjing zu verlegen und holt stattdessen die restliche Verwaltung nach Beijing. Gleich nach Amtsantritt sieht sich der 26-jährige Kaiser jedoch mit einem viel ernsteren Problem konfrontiert, der Rebellion seines Onkels Zhu Gaoshu, des Prinzen von Han. Am 2. September erklärt dieser dem Kaiserhof den Krieg, hebt eine Armee aus und beginnt eigene kaiserliche Beamte einzusetzen.
Nachdem ihm Großsekretär Yang Jung versichert hat, dass sowohl Verwaltung als auch Armee geschlossen hinter ihm stehen, übernimmt Kaiser Xuande am 9. September selbst das Kommando über die Armee und zieht an der Seite des erfahrenen Generals Xu Lu gegen seinen Onkel in den Kampf. Am 22. September stürmen 20.000 Soldaten die Stadt Le’an und nehmen den rebellierenden Prinzen gefangen. Der Aufstand wird rasch niedergeschlagen, Zhu Gaoshu und sein Gefolge nach Beijing gebracht und hingerichtet. Mehr als 600 untreue Militär- und Zivilbeamte teilen dieses Schicksal, weitere 2.200 Beamte werden an die Grenzen verbannt. Nachforschungen ergeben, dass zwei weitere Onkel des Kaisers in das Komplott involviert sind. Xuande verschont sie jedoch, entmachtete aber dafür faktisch alle Ming-Prinzen und verurteilt sie endgültig zur völligen Abhängigkeit vom kaiserlichen Ming-Hof. 

#### Weitere Ereignisse in Asien
Der indische Fürstenstaat Pratapgarh mit der gleichnamigen Hauptstadt wird gegründet.

### Wissenschaft und Technik

Wappen der alten Universität Löwen

Papst Martin V. gründet mit der die Stiftungsbulle Sapientiae immarcescibilis am 9. Dezember die Universität Löwen als studium generale und erste Hochschule auf brabantisch-niederländischem Gebiet und verleiht ihr die gleichen Rechte, Privilegien und Immunitäten, wie sie die Universitäten von Köln, Wien und Leipzig besitzen. Die Bulle enthält die Zustimmung für die Gründung von vier Fakultäten: eine Artistenfakultät, eine Fakultät für Zivilrecht, eine für kanonisches Recht und eine medizinische Fakultät.

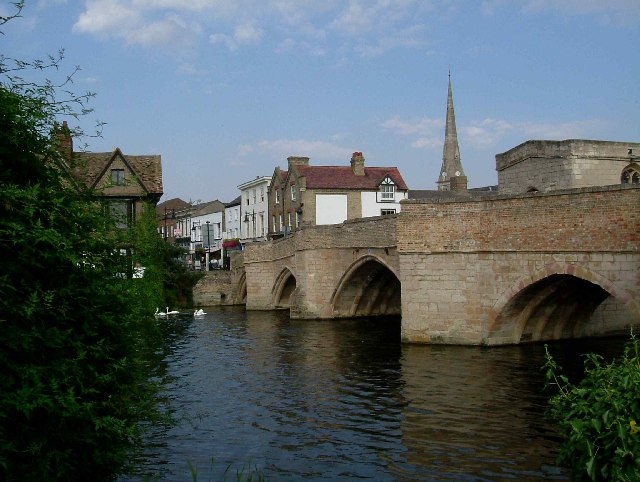
Die St. Ives Bridge über den Great Ouse wird fertiggestellt.

### Kultur und Gesellschaft
- 18. Mai: Niccolò III. d’Este, Markgraf von Ferrara, Modena und Reggio, ertappt seine Frau Parisina Malatesta beim Ehebruch mit seinem Sohn Ugo d’Este. Am 21. Mai werden beide aus diesem Grund nach einem Schnellgericht durch Enthauptung hingerichtet.
- um 1425: In der Po-Ebene entsteht die Urform des Kartenspiels Tarock. Es gehört damit zu den ältesten tradierten Kartenspielen der Welt.

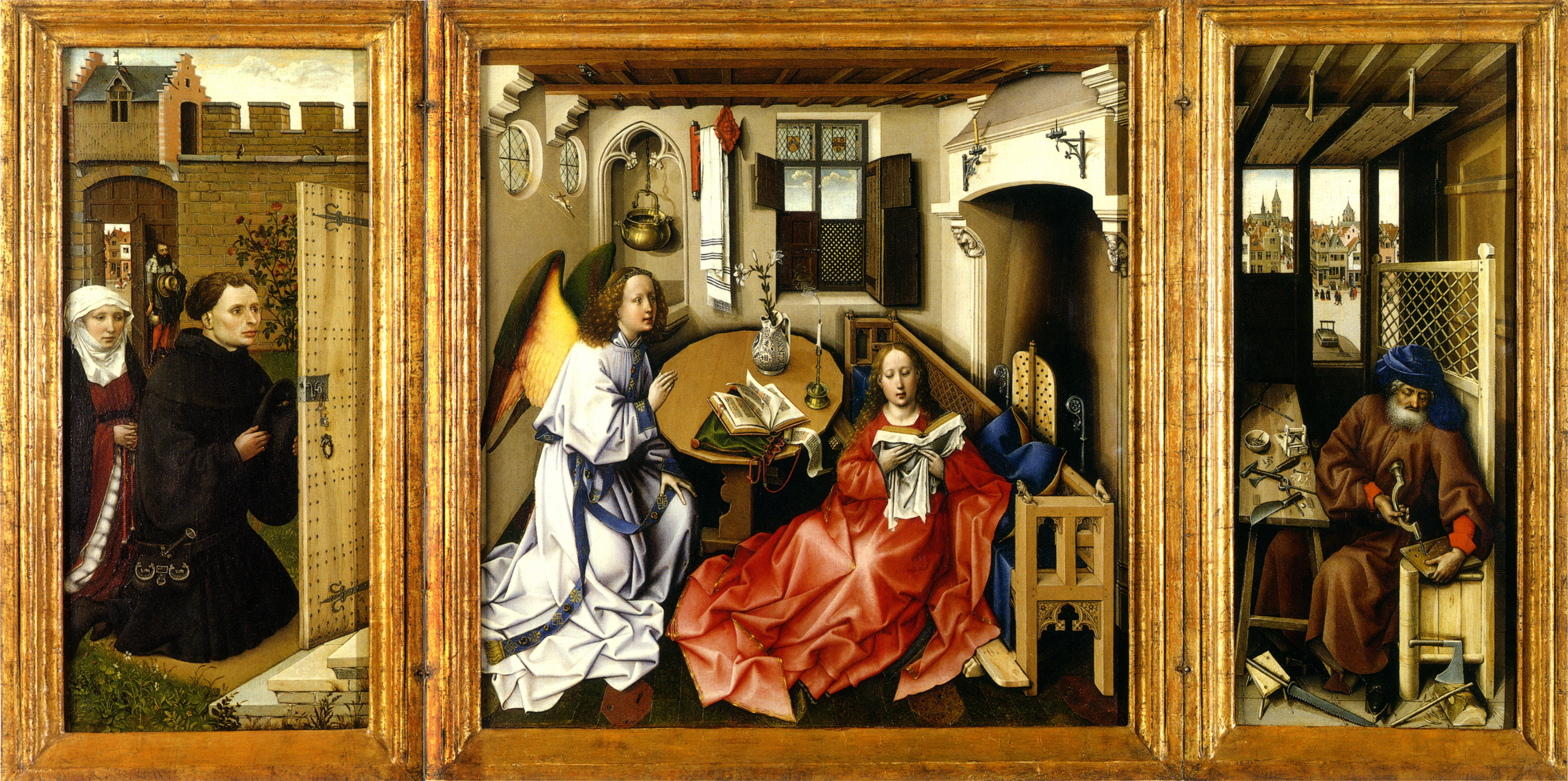
Mérode-Triptychon

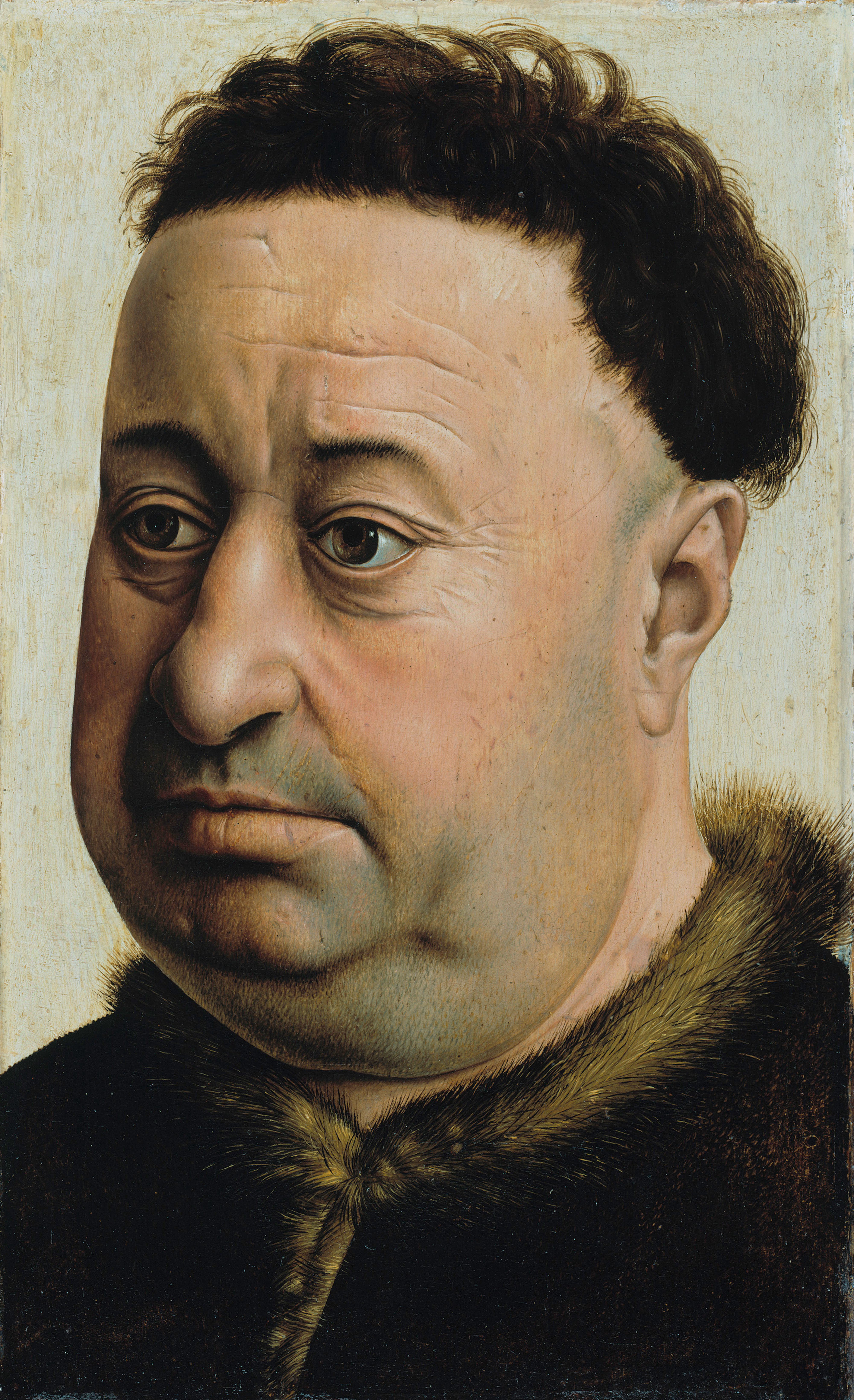
Bildnis eines feisten Mannes

- um 1425: Das Bildnis eines feisten Mannes entsteht. Es wird dem Meister von Flémalle zugeschrieben, der möglicherweise mit Robert Campin ident ist. Um die gleiche Zeit fertigt der Künstler auch das Mérode-Triptychon.

### Religion
- 19. Januar: Johann Tiergart OT wird zum Bischof von Kurland providiert.
- 12. November: Bernard Garnier wird als Benedikt XIV. Gegenpapst zum Gegenpapst Clemens VIII. und zu Papst Martin V., den fast alle Länder anerkannt haben, eingesetzt.

## Geboren

### Geburtsdatum gesichert
- 5. Januar: Heinrich IV., König von Kastilien und León († 1474)
- 2. Februar: Eleonore, Königin von Navarra († 1479)
- 8. Februar: Cristoforo Landino, Florentiner Humanist, Dichter, Literaturtheoretiker, Philosoph und Übersetzer († 1498)
- 21. März: Henry de Beauchamp, englischer Adeliger, 1. Duke of Warwick († 1446)
- 31. März: Bianca Maria Visconti, Herzogin von Mailand († 1468)
- 30. April: Wilhelm III., deutscher Herzog von Sachsen († 1482)
- 1. Mai: Lorenzo Guilelmo Traversagni,  italienischer Franziskaner, Autor rhetorischer und geistlicher Schriften († 1503)
- 22. Juni: Lucrezia Tornabuoni, italienische Dichterin († 1482)

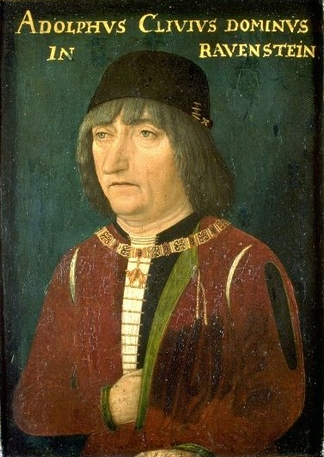
Porträt Adolfs von Kleve, um 1485

- 28. Juni: Adolf von Kleve, ab 1475 Generalstatthalter der Burgundischen Niederlande († 1492)
- 1. August: Friedrich I., Kurfürst von der Pfalz († 1476)
- 21. September: Matthäus Hummel, deutscher Gründungsrektor der Albert-Ludwigs-Universität Freiburg († 1477)
- 18. November: Kunigunde von Sternberg, Ehefrau des späteren böhmischen Königs Georg von Podiebrad († 1449)

### Genaues Geburtsdatum unbekannt
- Basinio Basini, italienischer Epiker und Lyriker († 1457)
- Elisabeth von Brandenburg, Prinzessin von Brandenburg, Herzogin von Pommern († 1465)
- Antoine Champion, Bischof von Mondovì und Genf († 1495)
- Juana Enríquez, kastilische Adlige, Königin der Königreiche der Krone Aragón († 1468)
- Elisabeth von Künsberg, Äbtissin des Klosters Himmelkron († 1484)
- Johan van den Mynnesten, deutsch-niederländischer Maler und Kupferstecher († 1504)

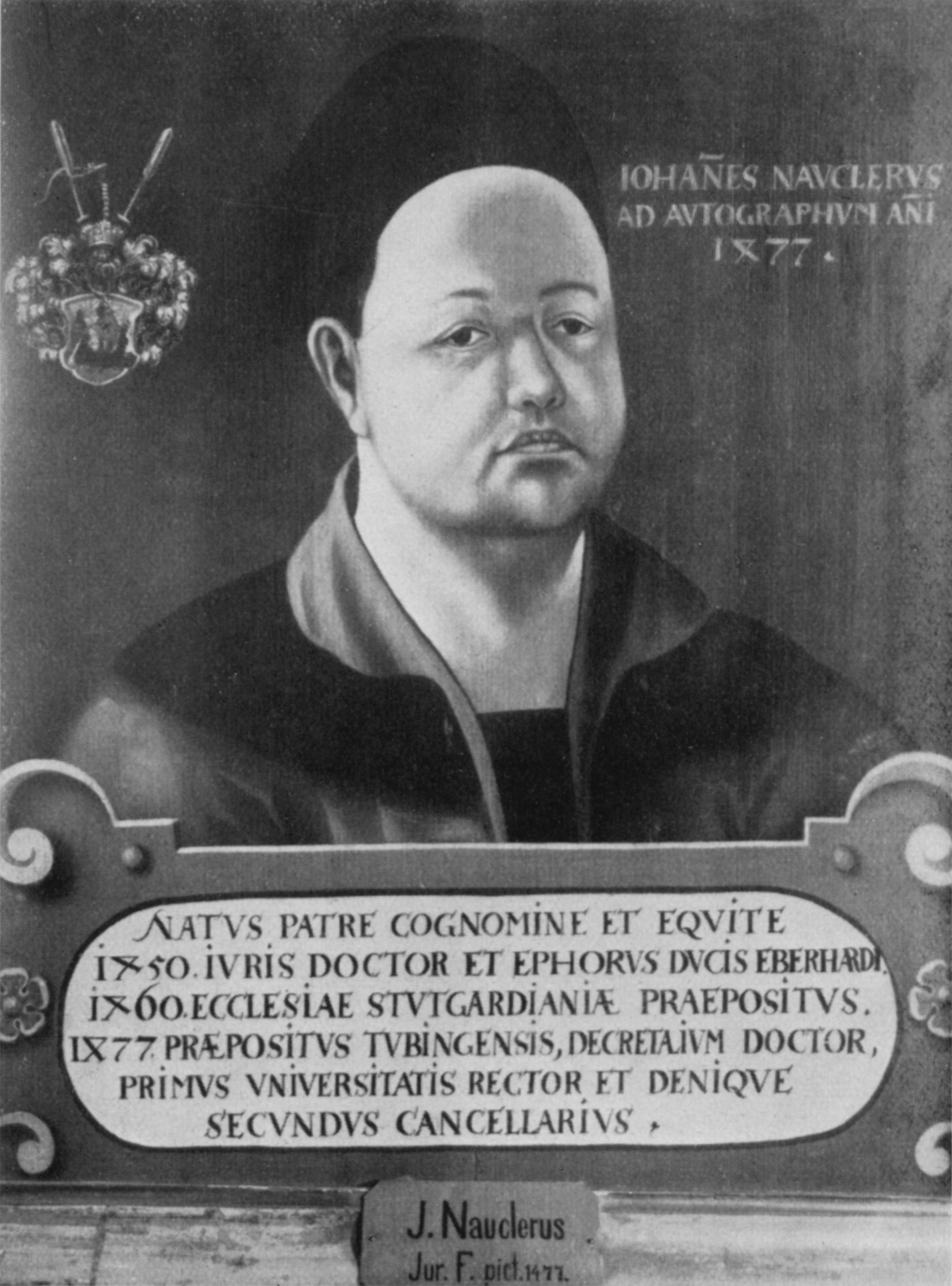
Johannes Nauclerus

- Johannes Nauclerus, deutscher Gelehrter, Jurist, Theologe und Historiker († 1510)
- Werner Rolevinck, deutscher Kartäusermönch († 1502)
- Tito Vespasiano Strozzi, italienischer Humanist († 1505)
- Johann von Wesel, deutscher Theologe († 1481)
- Johann II., Herzog von Kalabrien, Lothringen und Girona († 1470)

### Geboren um 1425
- Sibet Attena, ostfriesischer Häuptling von Esens, Stedesdorf und Wittmund  († 1473)
- John Howard, englischer Adeliger, 1. Duke of Norfolk († 1485)
- Olivier de la Marche, burgundischer Schriftsteller und Generalmünzmeister von Geldern († 1502)
- Peter Schöffer, deutscher Buchhändler und Verleger († 1503)
- Wilhelm II., Herzog zu Braunschweig und Lüneburg († 1503)

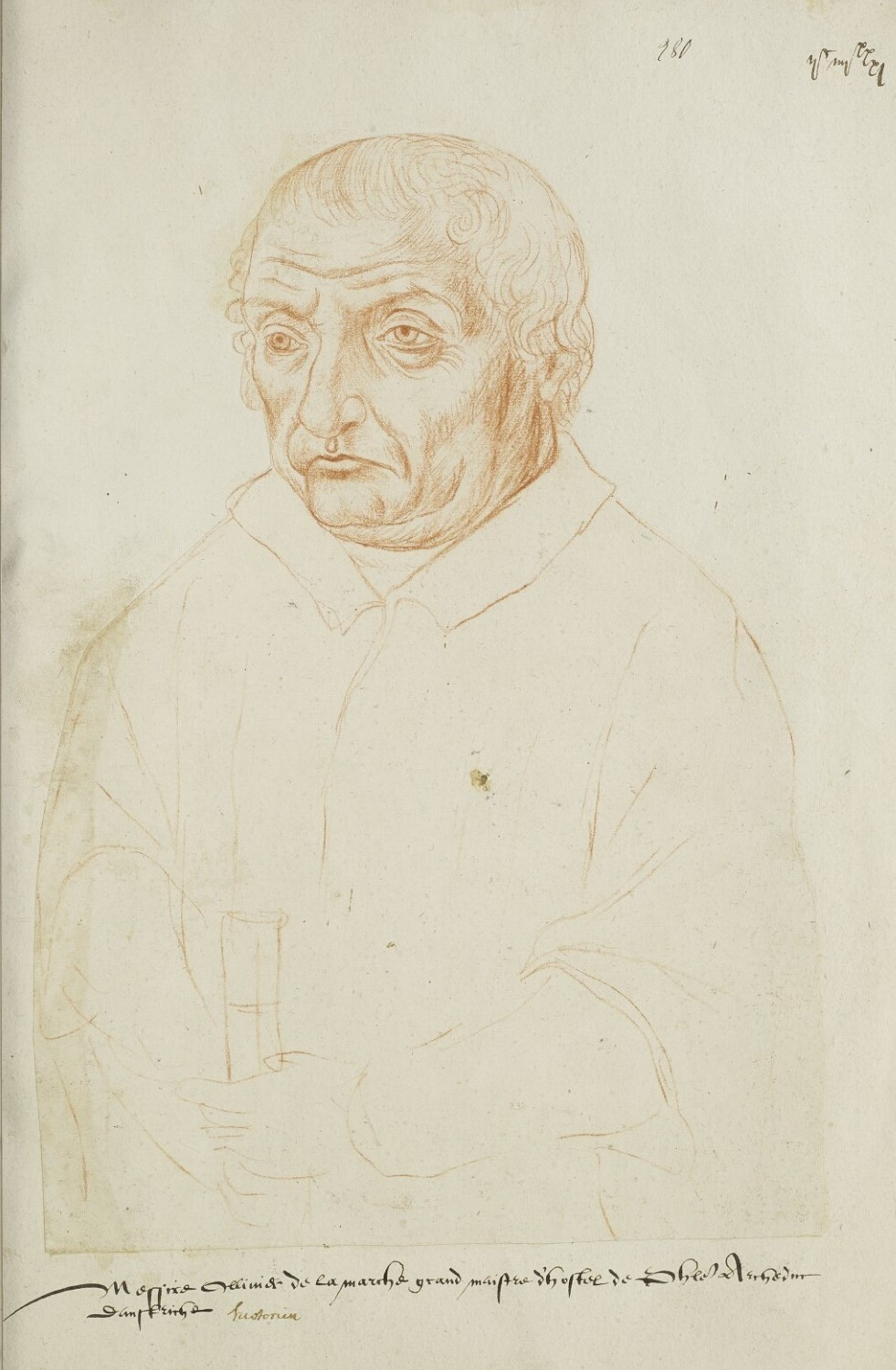
Olivier de la Marche
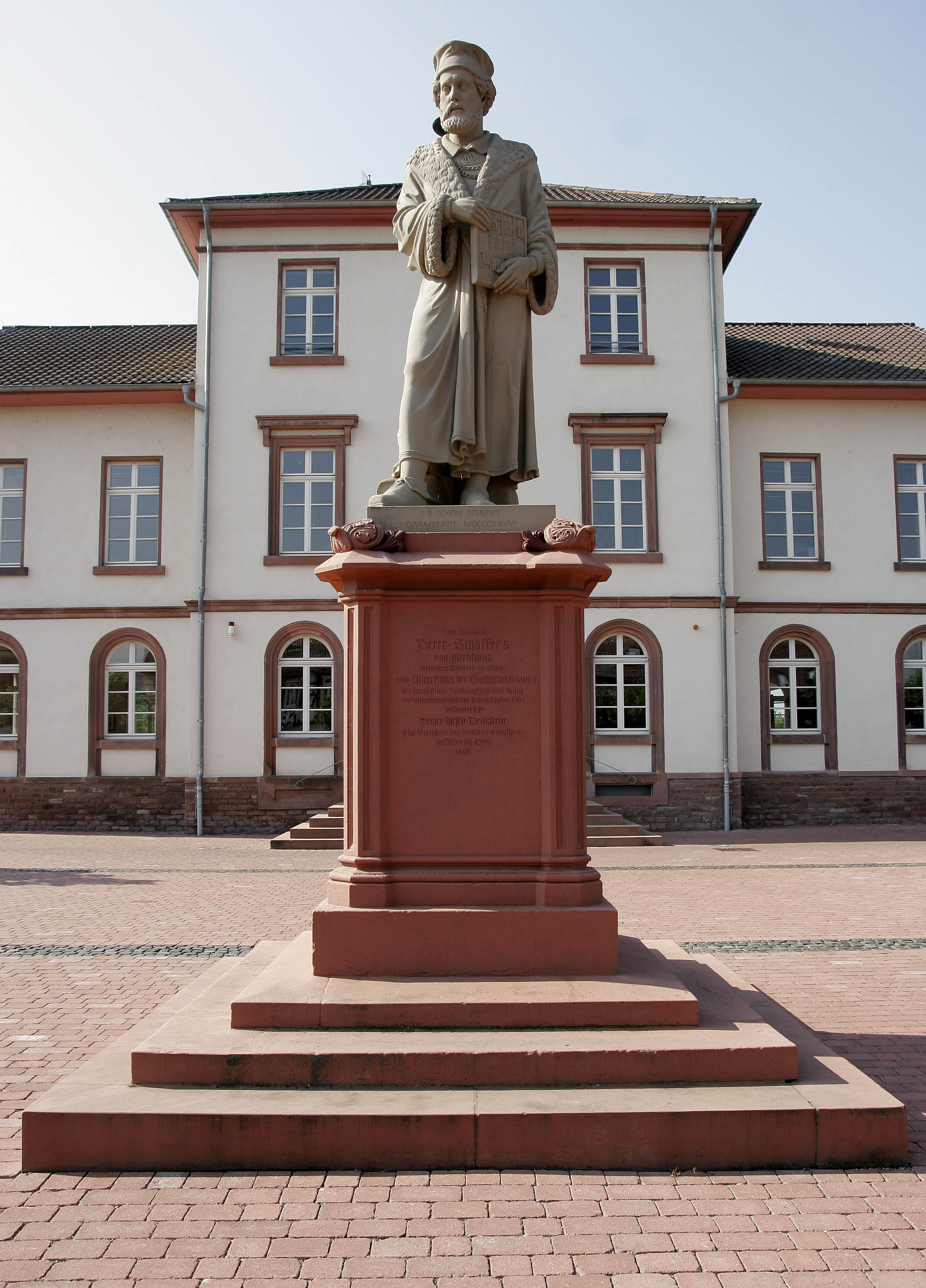
Peter Schöffer, Denkmal in Gernsheim, 1836
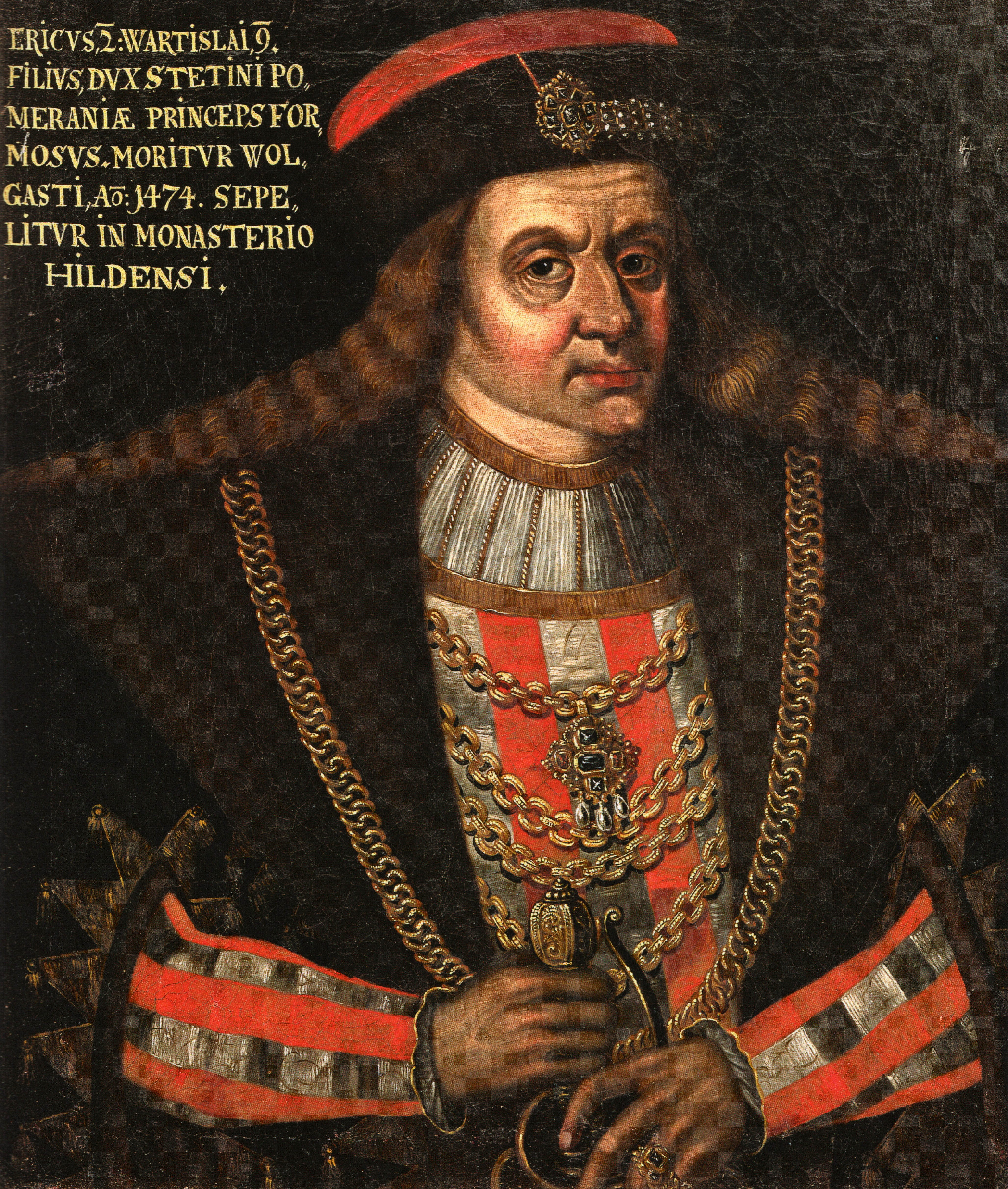
Erich II. von Pommern

## Gestorben

### Januar bis Juli
- 6. Januar: Johann III. Ohnegnade, Fürstelekt von Lüttich, Herzog von Straubing-Holland (* 1374)
- 18. Januar: Edmund Mortimer, englischer Adeliger, 5. Earl of March (* 1391)
- 26. Januar: Katharina von Burgund, Herzogin in den habsburgischen Vorlanden (* 1378)
- 17. Februar: Johannes von Drändorf, deutscher Prediger, Anhänger des Utraquismus, Märtyrer (* um 1390)
- 28. Februar: Wassili I., Großfürst von Wladimir und Moskau (* 1371)
- 17. März: Ashikaga Yoshikazu, 5. Shogun des Ashikaga-Shogunats (* 1407)
- 30. März: Wilhelm II. der Reiche, Markgraf von Meißen (* 1371)
- 21. Mai: Parisina Malatesta, Ehefrau des Markgrafen Niccolò III. d’Este, Herr von Ferrara, Modena und Reggio nell’Emilia (* 1404)
- 24. Mai: Murdoch Stewart, schottischer Adliger, 2. Duke of Albany (* 1362)
- 29. Mai: Hongxi, vierter chinesischer Kaiser der Ming-Dynastie (* 1378)
- 21. Juli: Manuel II., Kaiser von Byzanz (* 1350)

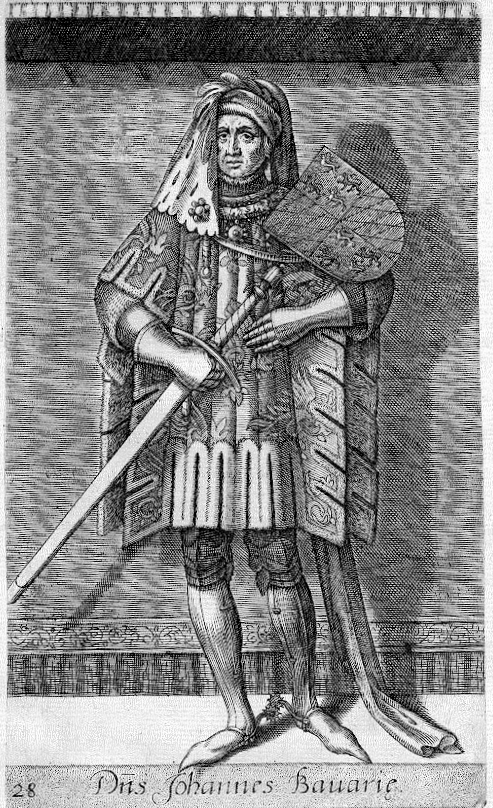
Johann III. Ohnegnade
Siegel Katharina von Burgund
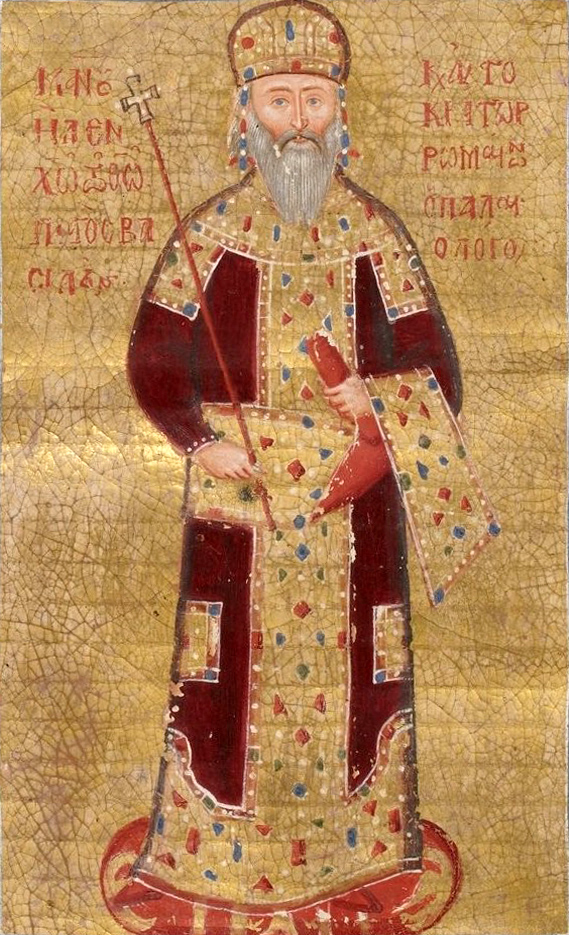
Kaiser Manuel II

### August bis Dezember
- 8. September: Karl III. der Edelmütige, König von Navarra (* 1361)
- 17. September: Vinzenz von Wartenberg, böhmischer Adliger, Oberstburggraf von Böhmen
- um 10. Oktober: Margarethe von Berg, Gräfin von Kleve-Mark
- 18. Oktober: Jan Hvězda z Vícemilic, böhmischer Heerführer
- 21. Oktober: Ralph Neville, englischer Adliger, 1. Earl of Westmorland  (* 1364)
- 23. Oktober: Jordan Pleskow, Bürgermeister der Hansestadt Lübeck (* nach 1357)
- 24. November: Elizabeth of Lancaster, englische Adelige aus dem Hause Lancaster (* um 1364)
- nach dem 24. November: Bohuslav von Schwanberg, böhmischer Adeliger, Politiker und Heerführer

### Genaues Todesdatum unbekannt
- Jean de Béthencourt, normannischer Adliger, Eroberer der Kanarischen Inseln für Kastilien (* 1362)
- Künga Trashi, Geistlicher der Sakya-Schule des tibetischen Buddhismus, Dharmakönig (* 1349)

### Gestorben um 1425
- Lluís Borrassà, katalanischer Maler (* um 1375)
- Lorenzo Monaco, italienischer Maler der Frührenaissance (* um 1370)